# Všeobecná zdravotní pojišťovna České republiky
Všeobecná zdravotní pojišťovna České republiky (zkratkou VZP ČR nebo VZP) je největší zdravotní pojišťovna v Česku, která zabezpečuje veřejné zdravotní pojištění a je zřizována státem. Byla zřízena zákonem č. 551/1991 Sb. s účinností od 1. ledna 1992. Podle zákona o pojistném na veřejné zdravotní pojištění pak vede Centrální registr pojištěnců.
Mezi zdravotními pojišťovnami v Česku má základní postavení. Provádí zdravotní pojištění ve všech případech, kdy zdravotní pojištění neprovádí jiná zdravotní pojišťovna. 
VZP má více než 6 milionů klientů a je členem Asociace mezinárodních neziskových zdravotních a nemocenských pojišťoven (fran. Association Internationale de la Mutualité). Kód Všeobecné zdravotní pojišťovny je 111.

## Pojištění cizinců
V roce 2021 byla do cizineckého zákona implementována změna, která umožňovala všem cizincům ze zemí mimo Evropskou unii a například i Švýcarska (nespadající pod jednotný systém evropského pojištění) pobývajících na území České republiky více než 90 dnů pojistit se pouze u Pojišťovny VZP, komerční dceřiné společnosti Všeobecné zdravotní pojišťovny ČR. Změnu prosazovali poslanci a zároveň členové správní rady VZP Věra Adámková a Miloslav Janulík (oba ANO). Změna byla zrušena o 2 roky později po kritice ze strany ministerských úředníků, politiků a pojišťoven.